# Verwaltungsgemeinschaft Kreuzwertheim
In der Verwaltungsgemeinschaft Kreuzwertheim im unterfränkischen Landkreis Main-Spessart haben sich folgende Gemeinden zur Erledigung ihrer Verwaltungsgeschäfte zusammengeschlossen:
1. Hasloch, 1431 Einwohner, 10,38 km²
2. Kreuzwertheim, Markt, 3944 Einwohner, 19,99 km²
3. Schollbrunn, 881 Einwohner, 12,30 km²

Sitz der Verwaltungsgemeinschaft ist Kreuzwertheim.